# Adolf Gebhard Bender
Adolf Gebhard Bender FSC (* 12. Mai 1914 als Alfons Bender in Herdorf, Kreis Altenkirchen; † 12. Februar 1945 in Manila, Philippinen) war ein deutscher Schulbruder und Märtyrer. 

## Leben
Alfons Bender besuchte das Juvenat der Schulbrüder im 1920 gegründeten Kloster Maria Tann in Unterkirnach. Nach dem Noviziat in Bad Honnef (unter dem Ordensnamen Adolf Gebhard) lernte er im Scholastikat in Unterkirnach Englisch und ging nach Ceylon. Er unterrichtete an einer Ordensschule der Ordensprovinz Penang. Mit dem Ausbruch des Zweiten Weltkriegs wechselte er an das Kolleg der Schulbrüder in das anfänglich neutrale Manila auf den Philippinen. Dort fiel er kurz vor Kriegsende mit 40 anderen einem Massaker durch die japanische Besatzungsmacht zum Opfer.

## Gedenken
Die Römisch-katholische Kirche in Deutschland hat Bruder Adolf Gebhard Bender als Märtyrer in das deutsche Martyrologium des 20. Jahrhunderts aufgenommen.